# Barbara Wysoczańska
Barbara Maria Wysoczańska (Świętochłowice, 12 de agosto de 1949) es una deportista polaca que compitió en esgrima, especialista en la modalidad de florete.
Participó en dos Juegos Olímpicos de Verano, obteniendo una medalla de bronce en Moscú 1980, en la prueba individual, y el sexto lugar en Montreal 1976, en el torneo por equipos.
Ganó dos medallas en el Campeonato Mundial de Esgrima, plata en 1978 y bronce en 1971, ambas en la prueba por equipos.

## Palmarés internacional
| Juegos Olímpicos   | Juegos Olímpicos | Juegos Olímpicos  | Juegos Olímpicos    |
| Año                | Lugar            | Medalla           | Prueba              |
| ------------------ | ---------------- | ----------------- | ------------------- |
| 1980               | Moscú (URSS)     | Medalla de bronce | Florete individual  |
| Campeonato Mundial |                  |                   |                     |
| Año                | Lugar            | Medalla           | Prueba              |
| 1971               | Viena (Austria)  | Medalla de bronce | Florete por equipos |
| 1978               | Hamburgo (RFA)   | Medalla de plata  | Florete por equipos |